# Otis Clay

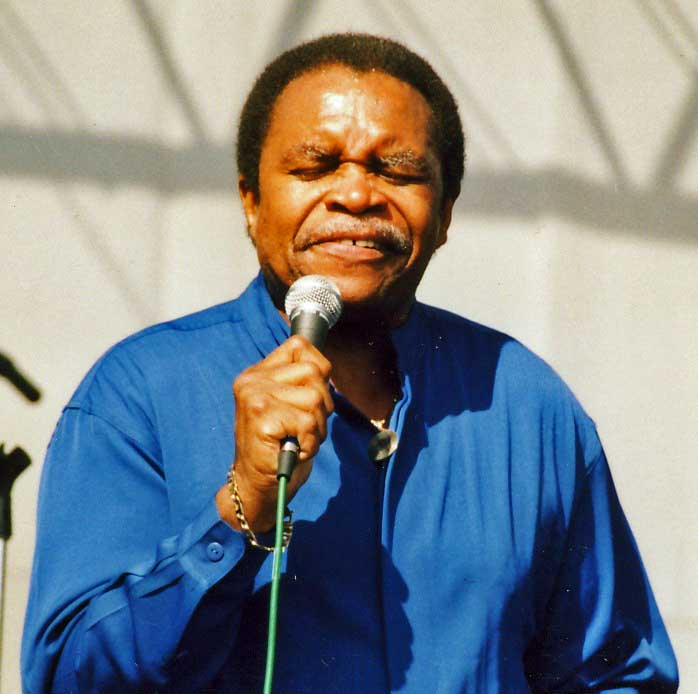
Otis Clay beim Long Beach Blues Festival 1997

Otis Clay (* 11. Februar 1942 in Waxhaw, Bolivar County, Mississippi; † 8. Januar 2016) war ein amerikanischer Blues-, Soul- und Rhythm-and-Blues-Sänger, dessen Wurzeln im Bereich des Gospel liegen. 2013 wurde er in die Blues Hall of Fame der Blues Foundation aufgenommen.

## Leben und Werk
Otis Clay  wurde 1942 im ländlichen Waxhaw geboren, einer kleinen Plantage im amerikanischen Bundesstaat Mississippi. 1953 zog die Familie nach Muncie, Indiana. Er begann seine musikalische Karriere als Gospelsänger bei verschiedenen lokalen Gospelbands und ging dann zurück nach Mississippi, um mit den Christian Travelers zu reisen. 1957 zog er nach Chicago und sang unter anderem bei den Golden Jubilaires, den Famous Blue Jay Singers und The Holy Wonders. 1962 machte er seine ersten Soloaufnahmen und ging zu den Gospel Songbirds, die in Nashville aufnahmen und zu denen auch der später als R&B-Sänger bekannte und unter dem Künstlernamen Cash McCall auftretende Maurice Dollison gehörte. Danach ging Otis Clay zu den Sensational Nightingales.
1965 unterschrieb Clay bei dem Label One-derful! Records in Chicago einen Plattenvertrag für säkulare Aufnahmen. Nach einigen gospel-beeinflussten Soulstücken konnte er 1967 mit That’s How It Is (When You’re in Love) seinen ersten Hit platzieren, der in den R&B-Charts die Platz 34 erreichte, dem folgte A Lasting Love (Platz 48 R&B). 1968 wurde das Label aufgelöst und sein Vertrag wurde an Atlantic Records verkauft, die ihr neues Sublabel Cotillion mit einer Version von Otis Clay She’s About a Mover des Sir Douglas Quintet eröffneten. Der in den FAME Studios in Muscle Shoals aufgenommene Song erreichte den Platz 97 der US-Popcharts (Platz 47 R&B). Spätere Veröffentlichungen bei Cotillion, darunter das von Syl Johnson produzierte Hard Working Woman und Is It Over? von Willie Mitchell, waren weniger erfolgreich.
Otis Clay wechselte 1971 zu dem von Mitchell geleiteten Label Hi Records, wo er einige seiner bekanntesten Soulstücke aufnahm. 1972 hatte er mit Trying to Live My Life Without You seinen größten Hit, der in den R&B-Charts auf Platz 24 kam und 1981 in einer Coverversion von Bob Seger bis auf Platz 5 der Popcharts stieg. Diesem folgte If I Could Reach Out und nach weiteren Songs und dem Album I Can’t Take It wechselte er zu Kayvette Records, wo er seine letzte nationale Hitsingle 1977 mit All Because Of Your Love (# 44 R&B) aufnahm. Später nahm er für Elka-and-Rounder-Labels sowie seine eigene Plattenfirma Echo Records auf, wo er 1980 die Originalversion des Songs The Only Way Is Up sang. Dieses Lied wurde 1988 von der britischen Sängerin Yazz als Dance-Track aufgenommen, kam international in die Charts und war unter anderem in Großbritannien und in den Niederlanden ein Nummer-eins-Hit. Clay nahm in der Folge mehrere Livealben auf, darunter 1983 Soul Man: Live in Japan, 1985 Otis Clay Live und 2005 Respect Yourself, das beim Lucerne Blues Festival in der Schweiz aufgenommen wurde. Es folgten einige weitere, weniger bekannte Alben, darunter das Gospelalbum Walk a Mile in My Shoes 2007. Bei den Grammy Awards 2008 war er für den Grammy Award for Best Traditional R&B Performance nominiert, den jedoch Gerald Levert gewann. 2013 wurde er in die Blues Hall of Fame der Blues Foundation aufgenommen, im selben Jahr erschien auch sein Album Truth Is.

## Diskografie

### Studioalben
| Jahr | Titel                                    | Höchstplatzierung, Gesamtwochen, AuszeichnungChartplatzierungen (Jahr, Titel, Platzierungen, Wochen, Auszeichnungen, Anmerkungen) | Höchstplatzierung, Gesamtwochen, AuszeichnungChartplatzierungen (Jahr, Titel, Platzierungen, Wochen, Auszeichnungen, Anmerkungen) | Anmerkungen                                         |
| Jahr | Titel                                    | US | R&B | Anmerkungen                                         |
| ---- | ---------------------------------------- | --- | --- | --------------------------------------------------- |
| 1992 | I’ll Treat You Right Bullseye Blues 9520 | — | R&B75 (9 Wo.)R&B | Erstveröffentlichung: Juli 1992 Produzent: Ron Levy |

Weitere Studioalben
- 1972: Trying to Live My Life Without You
- 1977: I Can’t Take It
- 1982: The Only Way Is Up
- 1985: Otis Clay
- 1989: Watch Me Now
- 1993: On My Way Home
- 1993: The Gospel Truth
- 1994: When the Gates Swing Open
- 1995: You Are My Life
- 1998: This Time Around
- 2003: Gospel in My Soul
- 2007: Walk a Mile in My Shoes
- 2013: Truth Is
- 2014: Soul Brothers (mit Johnny Rawls)
- 2015: This Time for Real (mit Billy Price)

### Livealben
- 1978: Live! Otis Clay
- 1983: Soul Man: Live in Japan
- 1984: Live Again! Otis Clay
- 1986: Live
- 2005: Respect Yourself
- 2005: In the House: Live at Lucerne, Vol. 7
- 2016: Live in Switzerland 2006

### Kompilationen
- 1979: The Beginning Got to Find a Way
- 1987: Trying to Live My Life Without You
- 1991: That’s How It Is
- 1993: The 45’s
- 1995: Chicago Soul Greats (mit Willie Clayton)
- 1996: The Best of Otis Clay: The Hi Records Years
- 1998: The Hi Masters
- 2000: The Complete Otis Clay on Hi Records (2 CDs)
- 2003: Testify!

### Singles
| Jahr | Titel Album                              | Höchstplatzierung, Gesamtwochen, AuszeichnungChartplatzierungen (Jahr, Titel, Album, Platzierungen, Wochen, Auszeichnungen, Anmerkungen) | Höchstplatzierung, Gesamtwochen, AuszeichnungChartplatzierungen (Jahr, Titel, Album, Platzierungen, Wochen, Auszeichnungen, Anmerkungen) | Anmerkungen                                                                          |
| Jahr | Titel Album                              | US | R&B | Anmerkungen                                                                          |
| ---- | ---------------------------------------- | --- | --- | ------------------------------------------------------------------------------------ |
| 1966 | That’s How It Is (When You’re in Love)   | — | R&B34 (6 Wo.)R&B | Erstveröffentlichung: Juni 1966 Autoren: Milton Bland, Morris Dollison               |
| 1967 | A Lasting Love                           | — | R&B48 (3 Wo.)R&B | Erstveröffentlichung: November 1967 Autor: Eddie Silvers                             |
| 1968 | She’s About a Mover                      | US97 (3 Wo.)US | R&B47 (2 Wo.)R&B | Erstveröffentlichung: Juli 1968 Autor: Doug Sahm Original: Sir Douglas Quintet, 1965 |
| 1972 | Trying to Live My Life Without You       | — | R&B24 (10 Wo.)R&B | Erstveröffentlichung: Oktober 1972 Autor: Eugene Williams                            |
| 1973 | If I Could Reach Out (And Help Somebody) | — | R&B73 (6 Wo.)R&B | Erstveröffentlichung: September 1973 Autor: George Jackson                           |
| 1977 | All Because of Your Love                 | — | R&B44 (11 Wo.)R&B | Erstveröffentlichung: Mai 1977 Autoren: George Jackson, Raymond Moore                |

Weitere Singles
- 1965: A Flame in Your Heart (VÖ: Juni)
- 1965: Tired of Fallin’ In and Out of Love (VÖ: Oktober)
- 1966: I’m Satisfied (VÖ: März)
- 1966: It’s Easier Said Than Done (VÖ: November)
- 1968: Don’t Pass Me By
- 1968: Do Right Woman, Do Right Man (VÖ: Oktober)
- 1969: Baby Jane (VÖ: September)
- 1970: Hard Working Woman (VÖ: April)
- 1971: Is It Over? (VÖ: Januar)
- 1972: Home Is Where the Heart Is (VÖ: Januar)
- 1972: Precious Precious (VÖ: Mai)
- 1973: I Didn’t Know the Meaning of Pain (VÖ: März)
- 1974: The Woman Don’t Live Here No More (VÖ: April)
- 1974: You Did Something to Me (VÖ: Juli)
- 1975: Turn Back the Hands of Time
- 1976: All I Need Is You
- 1977: Let Me In
- 1979: Victim of Circumstance
- 1980: Messing with My Mind
- 1980: The Only Way Is Up
- 1983: Love Bandit
- 1984: A Nickel and a Nail
- 1984: When the Gate Swing Open (mit South Wind)
- 1989: Two Wrongs (Don’t Make a Right)
- 1990: Peace (mit Ann Peebles, Lynn White und David Hudson)
- 1998: That’s How It Is

## Belege
1. ↑  Soul legend Otis Clay Dies at 73. Pittsburgh Post-Gazette, 9. Januar 2016.
2. 1 2 3 4  
Biografie bei Blind Pig Records (Memento vom 16. Oktober 2007 im Internet Archive)
3. ↑  
Biografie auf der offiziellen Website (Memento vom 10. Januar 2009 im Internet Archive)
4. 1 2  Chartquellen: Billboard Hot 100
5. ↑  Joel Whitburn: Top R&B Albums 1965–1998, ISBN 0-89820-134-9.
6. ↑  Joel Whitburn: Hot R&B Songs 1942–2010: 6th Edition, ISBN 978-0-89820-186-4.

| Personendaten    | Personendaten                                            |
| ---------------- | -------------------------------------------------------- |
| NAME             | Clay, Otis                                               |
| KURZBESCHREIBUNG | amerikanischer Blues-, Soul- und Rhythm-and-Blues-Sänger |
| GEBURTSDATUM     | 11. Februar 1942                                         |
| GEBURTSORT       | Waxhaw, Bolivar County, Mississippi                      |
| STERBEDATUM      | 8. Januar 2016                                           |